# Дилінський Ілярій-Іван
Іля́рій-Іва́н Дилі́нський (Гілярій Ділинський; пол. Hilary Jan Dyliński; 1855, с. Ляшки Горішні — 2 липня 1919, Варшава) — український співак (бас-баритон), актор, режисер.

## Життєпис
Вокальну освіту здобув у Львові (приватно).
З 1874 року — на сцені. Був солістом Львівської опери (Театру Скарбека) (1874—1875).
Травень 1875 — березень 1876 — соліст Краківської оперети.
1878—1879 виступав у Львові.
1880—1919 — соліст Великого театру у Варшаві (з 1890 — помічник режисера цього театру).
«Голос широкого діапазону дозволяв співати Бартоло й Валентина, басові та баритонові партії в операх Монюшка „Галька“, „Ґрафиня“, „Слово честі“ („Verbum nobile“)». Партія Бартоло принесла йому справжній успіх. Італійський співак Маттіа Баттістіні навіть запропонував йому разом виступити в «Севільському цирульнику».
Серед його партнерів по сцені — легендарна Соломія Крушельницька.
Виступав з концертами у Львові, Ходорові, де виконував твори українських композиторів, а також народні пісні.
Як актор грав комедійні і драматичні ролі.

## Партії
- Дон Бартоло («Севільський цирульник» Дж. Россіні)
- Яґо («Отелло» Дж. Верді)
- Валентин («Фауст» Ш. Ґуно)
- Збігнєв, Дземба, Хорунжий («Зачарований замок», «Галька», «Графиня» С. Монюшка)
- Бартоломій («Слово честі» («Verbum nobile») С. Монюшка)
- Калхас («Прекрасна Олена» Ж. Оффенбаха)
- Гаспар («Циганський барон» Й. Штрауса)